# Pilów
Pilów – osada w Polsce położona w województwie zachodniopomorskim, w powiecie wałeckim, w gminie Mirosławiec, powstała 1 stycznia 2003. 
W okolicach miejscowości wypływa struga Piławka, dopływ Dobrzycy.